# Königin-Louise-Denkmal Seilershof

Das Königin-Louise-Denkmal Seilershof, Februar 2018

Das Königin-Louise-Denkmal Seilershof wurde 1811 an der Stelle erbaut, an der der Leichnam der Königin Luise von mecklenburgischer in preußische Hoheit übergeben wurde.
Der Bau geht auf einen Entwurf des Rheinsberger Baumeisters Steinert zurück.

## Geschichte
Luise von Mecklenburg-Strelitz starb am 19. Juli 1810 auf Schloss Hohenzieritz 34-jährig und sollte in Charlottenburg endgültig beigesetzt werden, wobei Sympathiekundgebungen der Bevölkerung die Überführung der vom Volk geliebten Königin begleiteten. Am 25. Juli 1810 passierte der Trauerzug mit dem königlichen Leichnam die damals mecklenburgisch-preußische Grenze, markiert durch den Wentow-Kanal, dessen Brücke und zwei Zollhäuser. Der Zug wurde weiter nicht mehr von Mecklenburgern, sondern Preußen eskortiert. Der Trauerzug wechselte die Pferde.
Theodor Fontane beschreibt den Vorgang, im ersten Band seines Werkes Wanderungen durch die Mark Brandenburg folgendermaßen:
„Am 25. Juli 1810, in glühender Sonnenhitze, begann die Überführung; Gransee sollte noch an diesem Tage unbedingt erreicht werden. Zur Eskorte gehörten: Oberstallmeister von Jagow und Schlosshauptmann von Buch; herzoglich mecklenburgischer Hofstaat samt den strelitzischen Ministern; Herzog Karl von Mecklenburg (jüngster Bruder der Königin) und Oberhofmeister Baron von Schilden; der auf Federn ruhende, an den inneren Seiten mit Polstern versehene Leichenwagen; die Oberhofmeisterin Gräfin von Voß; zwei preußische Kammerherren; die Kammerfrauen der Königin. […] An der preußischen Grenze, bei Fischerwall, dort, wo jetzt am Rande des Waldes ein einfacher Gedenkstein steht, wurde der Trauerzug von der Leib-Eskadron des Regimentes Garde du Corps, von dem Landrat des Ruppiner Kreises, späteren Grafen von Zieten, und einer Deputation der Ritterschaft erwartet.“
Das Denkmal selbst wurde 1811 erbaut, 1910 auf einen neuen Sockel gestellt und 2002 umfangreich saniert.

## Beschreibung des Denkmals
Das Werk steht auf einem roten Sandsteinsockel, auf dem das eigentliche, dreiseitige Denkmal ruht. Die Eisengussplatten sind durch Verbindungslaschen und Bolzen miteinander befestigt. Abgeschlossen wird es durch eine gusseiserne Vase. Auf der Oberseite soll sich einst eine Krone befunden haben, die zur DDR-Zeit abhandenkam und nach der letzten Renovierung durch eine Schale ersetzt wurde. Der Erdhügel ist durch Pflasterung mit kleinen Steinen in verschiedenen Farben gestaltet. Man erkennt einen sechszackigen Stern und geschwungene Ornamente.
Die Inschriften entsprechen dem Denken der Entstehungszeit um 1811:
„Sie war die Zierde der Frauen, der Tugend leuchtendes Vorbild. – Mehr als Purpur und Krone umstrahlte sie die Liebe des Volkes. Louise Auguste Wilhelmine Amalie, Koenigin von Preussen, gebohren den 10. März 1776 gestorben zu Hohenzieritz den 19. Juli 1810“. Eine Hinweistafel gibt nähere Informationen.
Um das Denkmal pflanzte man vier Eichen.